# 瑞典教會

瑞典信義會盾章

瑞典教會（瑞典語：Svenska kyrkan），又譯為瑞典信義會，是瑞典主要的新教教會。2015年，63.2%的瑞典人屬信義宗教友，是瑞典最大的基督教教會，亦是世界上第三大的信義宗教會，然而，只有2%的信徒會恆常參與周日禮拜。它擁有這麼多不活躍會眾，是因為長久以來，其會眾的嬰孩會於出生時自動成為會眾，以不用繳納什一稅，此舉直至1996年才取消。2000年，瑞典政府取消其國教地位，但瑞典信義會在國內仍有重要地位。
但近年來，瑞典信義會會眾數目不斷減少。
瑞典信義會的主教長為烏普薩拉大主教，現任主教長為安特耶·雅克伦。

## 歷史

### 中世紀
9世紀時，基督教開始傳入瑞典一些部落，但由於瑞典與其他北歐國家一樣，直至公元1000年它才進行基督教化。瑞典國王奧洛夫接受了洗禮。然而，由於當時國界未定，故此瑞典全境直至12世紀拆除烏普薩拉神殿前仍未全面基督教化。在北方的拉普蘭，推行基督教又花上了另一個世紀的努力。
北歐的基督教會原由不萊梅總教區管轄。1104年，隆德教區成為北歐全地的總教區，後來烏普薩拉於1164年成立，成為瑞典的總教區，直至今日。1248年3月，教廷特使摩德納的威廉出席了謝寧厄（Skänninge）的教會聚會，使瑞典教會與天主教會的關係更緊密。
在全國都最受尊崇的天主教聖人是12世紀時的瑞典國王聖埃里克（埃里克九世）和在14世紀見異像的聖女畢哲，但也有聖人在一些區域受尊崇，如南曼蘭的聖博特維德、聖埃斯基耳和斯莫蘭的聖西格弗里德。
瑞典過去一直是信奉天主教，於16世紀20年代宗教改革後改信新教。

### 宗教改革
1523年，古斯塔夫·瓦薩取得權力後不久，便致信天主教教宗，要求確認任命約翰內斯·馬格努斯為瑞典大主教，以接替被國會取締和放逐的古斯塔夫·特羅勒。
古斯塔夫承諾若教廷承認他對主教的任命，便會聽命於羅馬教廷。然而，教宗要求特羅勒復位，令古斯塔夫晉升了瑞典的改革派奧洛斯·佩特利等人以報復。他支持改革派文章的出版，並委派佩特利負責推廣這些文章。1526年，所有有關天主教的出版被打壓，而教會所得什一奉獻的三分之二被挪用作償還國債。
古斯塔夫·瓦薩策劃慶功典禮時，瑞典正式放棄了舊教的傳統。
宗教改革取締了部分天主教禮儀。然而，這些轉變比德意志宗教改革的溫和得多；現時瑞典的教會仍保留罗马天主教的製品，如十字架、受难像、和聖像，还包括祭衣和礼服等。瑞典教会亦施行传统的七聖事，举行隆重的弥撒礼仪。而部分基於聖人曆的節日於18世紀才因強烈反對而撤銷。
古斯塔夫·瓦薩死後，統治瑞典的是傾向恢復天主教的約翰三世和同時統治天主教波蘭的齊格蒙特三世。齊格蒙特三世的叔父興兵奪位，自立為卡爾九世後，儘管他本人信奉喀爾文主義的改革宗，而非路德派的信義宗，但他以推廣信義宗作為與其姪兒爭權的手段。
1526年，《新約》被翻譯成瑞典語，而整本《聖經》也於1541年完成翻譯。1618年和1703年出版了修訂翻譯版。1917年和2000年瑞典定立新的翻譯本為官方譯本。瑞典宗教改革者和馬丁·路德編寫的聖詩也被翻譯。半官方的讚美詩集出現於17世紀40年代，而瑞典信義會於1695年、1819、1937和1986年通過《瑞典詩集》（Den svenska psalmboken）為官方的詩集。

## 行政區劃
瑞典信義會劃分為13個教區，每個教區設一主教，但烏普薩拉教區另設有烏普薩拉大主教。

### 教區、主教座、座堂
| 教區           | 主教座     | 主教座堂           |
| -------------- | ---------- | ------------------ |
| 烏普薩拉教區   | 烏普薩拉   | 烏普薩拉主教座堂   |
| 哥德堡教區     | 哥德堡     | 哥德堡主教座堂     |
| 海訥桑德教區   | 海訥桑德   | 海訥桑德主教座堂   |
| 卡爾斯塔德教區 | 卡爾斯塔德 | 卡爾斯塔德主教座堂 |
| 林雪坪教區     | 林雪坪     | 林雪坪主教座堂     |
| 隆德教區       | 隆德       | 隆德主教座堂       |
| 呂勒奧教區     | 呂勒奧     | 呂勒奧主教座堂     |
| 斯卡拉教區     | 斯卡拉     | 斯卡拉主教座堂     |
| 斯德哥爾摩教區 | 斯德哥爾摩 | 斯德哥爾摩主教座堂 |
| 斯特蘭奈斯教區 | 斯特蘭奈斯 | 斯特蘭奈斯主教座堂 |
| 維斯比教區     | 維斯比     | 維斯比主教座堂     |
| 韋斯特羅斯教區 | 韋斯特羅斯 | 韋斯特羅斯主教座堂 |
| 韋克舍教區     | 韋克舍     | 韋克舍主教座堂     |

### 引用
1. ↑  聖餐和崇拜的存檔，存档日期2010-04-22.（英文），瑞典信義會
2. ↑  瑞典信義會 （页面存档备份，存于），《1972年—2006年會眾人數統計表》 的存檔，存档日期2007-09-30.（瑞典文）
3. ↑  《不列顛百科全書》第11版，「瑞典」詞條

## 外部連結
- 瑞典信義會 （页面存档备份，存于）